# توني فيور
توني فيور (بالإيطالية: Tony Fiore)‏ هو لاعب هوكي جليد إيطالي وكندي، ولد في 7 أغسطس 1962 في مونتريال في كندا.

## وصلات خارجية
- توني فيور على موقع دوري الهوكي الوطني (الإنجليزية)
- توني فيور على موقع EliteProspects.com (الإنجليزية)
- توني فيور على موقع Eurohockey.com (الإنجليزية)
- توني فيور على موقع HockeyDB.com (الإنجليزية)